# Medicinska revija
Medicinska revija je strokovno recenzirana znanstvena revija, ki posreduje medicinske informacije zdravnikom in drugim zdravstvenim delavcem. Revije, ki pokrivajo številne medicinske specialnosti, se včasih imenujejo splošne medicinske revije.

## Zgodovina
Prve medicinske revije so bile splošne medicinske revije in so začele izhajati v poznem 18. stoletju; specializirane medicinske revije so bile prvič uvedene v začetku 20. stoletja. Prva medicinska revija, ki je izšla v Združenem kraljestvu, je bila Medical Essays and Observations, ustanovljena leta 1731 in objavljena v Edinburghu; prvi, ki je izšel v ZDA, je bil The Medical Repository, ustanovljen leta 1797.

## Slovenske medicinske revije
- Medicinski razgledi (recenzirana,	1962-)